# مسابقة الأغنية الأوروبية 1982
مسابقة الأغنية الأوروبية 1982 هي النسخة ال27 من مسابقة الأغنية الأوروبية، أقيمت في مدينة هاروغيت، المملكة المتحدة، شاركت 18 دولة في المسابقة وحصلت ألمانيا على المركز الأول بأغنية Ein bißchen Frieden للمغنية نيكول.

## روابط خارجية
- الموقع الرسمي